# Retrofoguetes (banda)
Retrofoguetes é uma banda instrumental brasileira formada em 2002, em Salvador, por Rex (bateria), Julio Moreno (guitarra) e Fábio Rocha (baixo).
Suas canções até figuraram em um comercial que faturou o Leão de Bronze no Festival de Cannes, na França.

## História
A banda surgiu em 2002 na dissolução dos Dead Billies, lendária banda psychobilly baiana dos anos 90. Fizeram o primeiro show na praia, no verão de 2002.
Depois de um ano, Joe recebeu o convite para fazer parte da banda de Pitty e então CH Straatmann assumiu o baixo.
Em 2003, lançam o primeiro álbum, Ativar Retrofoguetes!, pelo selo goiano Monstro Discos, produzido por André T. e Nancy Viégas.
No ano seguinte, surpreenderam os fãs com o projeto especial O Maravilhoso Natal dos Retrofoguetes, onde reimaginaram clássicos natalinos com uma reviravolta surf/rockabilly.
Em 2009, realizam o lançamento de seu segundo álbum, Chachachá, novamente produzido por André T. e Nancy Viégas. O álbum foi eleito pela revista Rolling Stone Brasil como um dos 25 melhores discos nacionais do ano. Também recebeu prestigioso prêmio de melhor arranjo no Festival de Música da Rádio Educadora da Bahia pela faixa “Maldito Mambo!”. A MTV indicou os Retrofoguetes ao Prêmio VMB como Melhor Banda Instrumental, enquanto o portal Vírgula/UOL os incluiu na lista das 10 Melhores Bandas do Nordeste.
Após o Carnaval de 2013, o baixista CH Straatmann anunciou sua saída, após 11 anos na banda.
Após 7 anos sem lançar material inédito, em 2016, os Retrofoguetes lançaram Enigmascope — Volume 1. A capa foi desenhada por Rex e Iansã Negrão e tem como inspiração as bond girls e o glamour dos filmes de espionagem.
Em novembro de 2022, lançaram o EP A Nova Onda Hipnótica dos Retrofoguetes em compacto de vinil, lançamento que trouxe três faixas inéditas, produzidas em colaboração com Tadeu Mascarenhas, e a faixa “Telemetria,” produzida por André T.

## Discografia
- Protótipo de Demonstração 1 (Demo, indie, 2002
- Ativar Retrofoguetes! (Monstro Discos, 2003)
- O Maravilhoso Natal dos Retrofoguetes (Monstro Discos, compact, 2004)[9]
- Chachachá (Indústrias Karzov, 2009)
- Enigmascope — Volume 1 {Industrias Karzov, 2016)

### Coletâneas
- SurfRock (Deckdisc, 2002)
- Ainda Somos Inúteis, Um Tributo ao Ultraje (Monstro Discos, 2003)
- Reverb Brazil, Uma Coleção de Bandas de Surfe (Obra Discos/Alvo/Reverb Brasil, 2003)
- Monstro Hits (Monstro Discos, 2004)
- Abril Pro Rock (Abril Pro Rock, 2005/2009)
- Trilhas Urbanas Vol.1, Antologia Musical da Cidade de Salvador (Fundação Gregório de Mattos, 2007)
- Brazilian Surf A-Go-Go, The Attack Of The Tiki Waves Vol.1 (Groovie Records, Portugal, 2007)

## Prêmios
- Indie Destaque 2004 - Prêmio “Melhor Banda”
- Prêmio Claro de Música 2004 - indicação na categoria “Melhor Disco de Música Instrumental”
- Troféu Dodô & Osmar 2008 - Prêmio “Melhor Instrumentista” para Morotó Slim
- Leão de Bronze - Cannes 2008[10]
- Urso de Prata - Cannes 2008 - Trilha do Filme Publicitário “War – Smoke Kills More” pela F/Nazca S&S[10]
- Festival Educadora FM 2008 - Prêmio “Melhor Arranjo” para “Maldito Mambo!”
- Vídeo Music Brasil, VMB 2009 - Indicação na categoria “Melhor Banda Instrumental”
- PIB – Produto Instrumental Bruto, 2009 – Prêmio “Melhor Show”

## Retrofolia
O Retrofoguetes mantinha ate 2017 um projeto paralelo chamado Retrofolia, no qual executava clássicos de carnaval, a exemplo de frevos elétricos e marchinhas. 